# Huang Yi-ting
Huang Yi-ting (chinesisch 黃義婷, Pinyin Huáng Yìtíng, * 16. Januar 1990) ist eine taiwanische Ruderin und Teilnehmerin an den Olympischen Sommerspielen 2016 und Olympischen Sommerspielen 2020 im Einer. 2018 konnte sie bei den Asienspielen die Silbermedaille im Einer gewinnen.

## Karriere
Huang gewann im April 2016 bei der olympischen Qualifikationsregatta für Asien und Ozeanien in Chungju im Einer und qualifizierte sich für die Olympischen Sommerspiele 2016. Bei den Olympischen Sommerspielen in Rio de Janeiro belegte sie den vierten Platz im Vorlauf und mussten damit in den Hoffnungslauf. Mit dem dritten Platz im Hoffnungslauf verpasste sie die Qualifikation für das Viertelfinale der Besten 24 Boote und ging in das Halbfinale E/F. Das Halbfinale und auch das E-Finale konnte sie gewinnen und wurde damit in der Endabrechnung 25. bei den Wettbewerben in der Lagune Rodrigo de Freitas. Anschließend ging sie im September auch bei der Asienmeisterschaft in Jiashan im Einer an den Start, wo sie hinter Kim Ye-ji, der 18. des olympischen Wettbewerbes, die Silbermedaille gewinnen konnte.
2018 gewann sie beim ersten Weltcup der Saison in Belgrad das D-Finale, womit sie am Ende 19. wurde. Dabei konnte sie dieses Mal im Finale Kim Ye-ji besiegen. Bei den Asienspielen 2018 gewann sie erneut eine Silbermedaille im Einer, hinter Chen Yunxia aus China. Bei der Weltmeisterschaft 2019 in Ottensheim belegte Huang den fünften Platz im C-Finale und damit in der Endabrechnung Platz 17. Zum Abschluss der Saison gewann sie bei der Asienmeisterschaft die Silbermedaille im Einer. Dabei gewann in Zhang Shuxian wieder eine chinesische Ruderin. Nachdem 2020 der Großteil der Saison abgesagt wurde, startete sie im Mai 2021 erneut bei der olympischen Qualifikationsregatta für Asien und Ozeanien, dieses Mal in Tokio. Hinter Shiho Yonekawa aus Japan und Nazanin Malaei aus dem Iran fuhr sie dieses Mal nur als dritte über die Ziellinie. Der dritte Platz reichte aber um sich erneut für die Olympischen Sommerspiele zu qualifizieren. Bei den Olympischen Sommerspielen in Tokio belegte sie wieder den vierten Platz im Vorlauf und musste damit erneut in den Hoffnungslauf. Anders als 2016 gelang es ihr aber mit dem zweiten Platz im Hoffnungslauf sich für das Viertelfinale der besten 24 Boote zu qualifizieren. Mit dem sechsten Platz im Hoffnungslauf kam sie dann in das Halbfinale C/D. Im Halbfinale belegte sie den fünften Platz, so dass sie sich für das D-Finale qualifizierte. Im D-Finale musste sie sich dann nur Felice Chow aus Trinidad und Tobago geschlagen geben und belegte mit dem zweiten Platz in der Endabrechnung den 20. Platz bei den Wettbewerben auf dem Sea Forest Waterway. 

## Internationale Erfolge
- 2016: 25. Platz Olympische Sommerspiele im Einer
- 2016: Silbermedaille Asienmeisterschaften im Einer
- 2018: Silbermedaille Asienspiele im Einer
- 2019: 17. Platz Weltmeisterschaften im Einer
- 2019: Silbermedaille Asienmeisterschaften im Einer
- 2020: 20. Platz Olympische Sommerspiele im Einer